# Aanslagen in Mumbai op 26 november 2008
De aanslagen in Mumbai op 26 november 2008 betroffen een reeks van tien gelijktijdig gepleegde terroristische aanslagen die op 26 november 2008 in de Indiase stad Mumbai plaatsvonden. De hieruit voortvloeiende bezettingen van gebouwen en gijzelingen duurden in sommige gevallen tot 29 november.
Bij de aanslagen vielen zeker 174 doden en ongeveer 308 gewonden, voor het merendeel Indiërs maar ook enkele tientallen personen uit andere, vooral westerse landen. De aanslagen werden door tien à vijfentwintig, vermoedelijk uit Pakistan afkomstige, islamitische terroristen uitgevoerd. Volgens de enige overlevende terrorist was het plan geweest 'een Indiaas 9/11' tot stand te brengen.

## Doelwitten
Doelwitten waren onder andere:

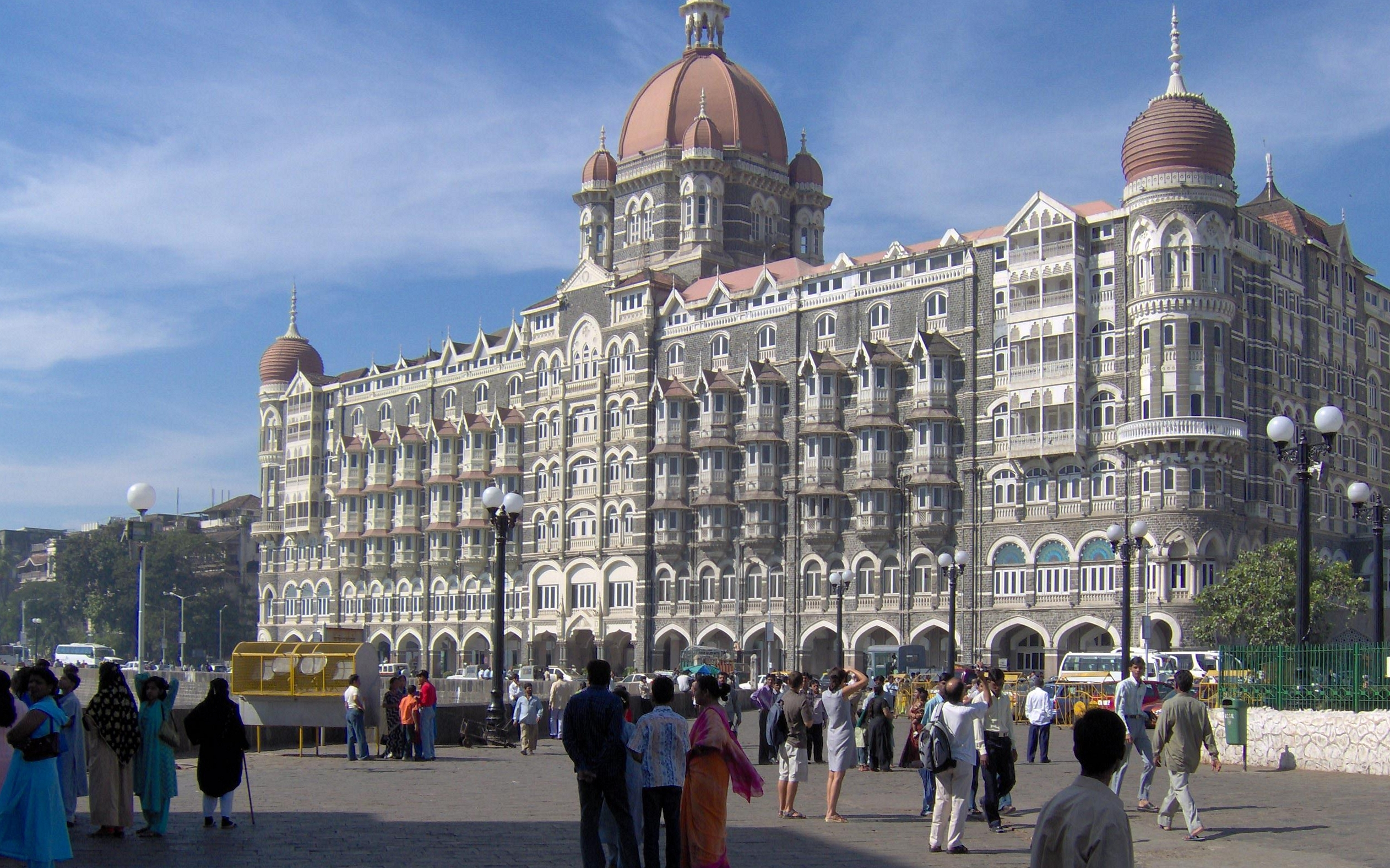
Taj Mahal Palace & Tower, een van de locaties

- twee vijf-sterrenhotels: Taj Mahal Palace & Tower en Oberoi Trident
- het restaurant Leopold Café
- het treinstation Chhatrapati Shivaji Terminus
- politiebureau
- het ziekenhuis Cama Hospital
- Mumbai Chabad House

## Verloop

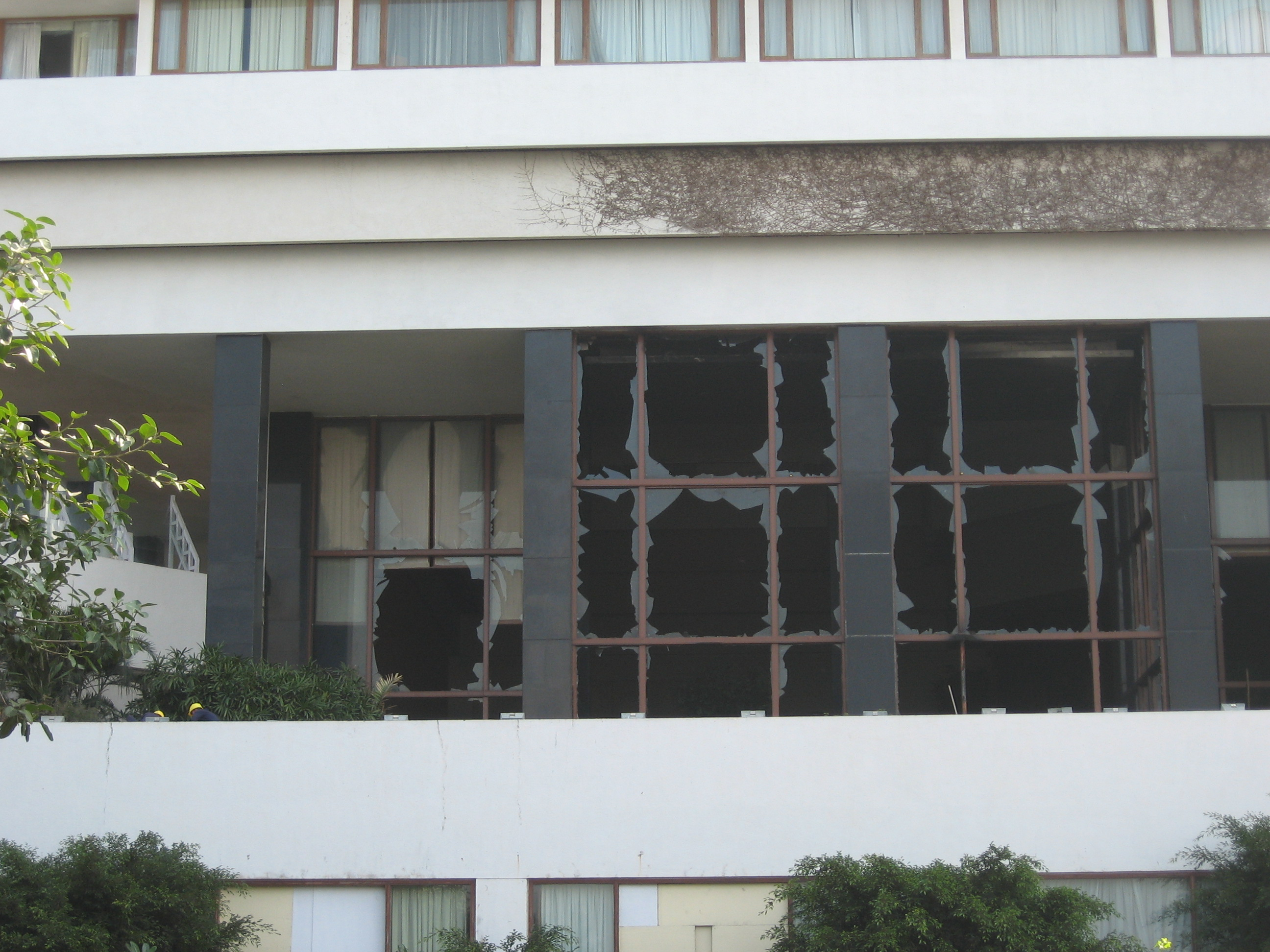
Het beschadigde Oberoi Trident-hotel

Vanaf zee waren de terroristen (in de leeftijd van in de twintig) Mumbai binnengekomen. In de hotels hadden ze het vooral gemunt op personen met een Brits of Amerikaans paspoort. Bij de terreuracties braken branden uit in het hotel Taj Mahal Palace. De terroristen gingen zeer gewelddadig te werk. Zo werden er onder andere gegijzelden op een rij gezet en een voor een doodgeschoten. Indiase politie- en legerfunctionarissen moesten vaak grote moeite doen om de gijzelacties te beëindigen en de gijzelaars te bevrijden; hierbij werden sluipschutters ingezet.
Op 28 november werden het Oberoi-hotel en een joods religieus centrum ontzet. Onder meer de beherend rabbijn en zijn echtgenote kwamen bij de gijzeling om het leven.
Op 29 november kwam met het doodschieten van de drie laatst overgebleven terroristen in het Taj Mahal Palace-hotel een einde aan de terreuracties.
Uit de verklaring van de enige gearresteerde terrorist alsook uit de grote hoeveelheid aangetroffen explosieven maakten de Indiase politie en leger op dat de terroristen van plan waren geweest beide hotels op te blazen en daarmee veel mensen de dood in te jagen. Ook deelde de terrorist mee dat ze het hadden voorzien op blanke westerlingen en Joden. Moslims wilden ze daarentegen sparen.
| Slachtoffers  | Slachtoffers | Slachtoffers |
| Nationaliteit | Doden        | Gewonden     |
| ------------- | ------------ | ------------ |
| Amerikanen    | 5            | 3            |
| Australiërs   | 4            | 2            |
| Britten       | 2            | 6            |
| Canadezen     | 3            | 2            |
| Chinezen      | 1            | 1            |
| Duitsers      | 3            | 3            |
| Filipino's    | -            | 1            |
| Finnen        | -            | 1            |
| Fransen       | 2            | -            |
| Indiërs       | 139          | 219          |
| Israëli's     | 2            | -            |
| Italianen     | 1            | 1            |
| Japanners     | 1            | 1            |
| Jordaniërs    | 1            | 1            |
| Maleisiërs    | 1            | -            |
| Mauritianen   | 1            | -            |
| Mexicanen     | 1            | -            |
| Nederlanders  | 1            | -            |
| Noren         | -            | 1            |
| Omani         | -            | 2            |
| Oostenrijkers | -            | 1            |
| Singaporezen  | 1            | -            |
| Spanjaarden   | 1            | 1            |
| Thai          | 1            | -            |
| Onbepaald     | 3            | -            |
| Totaal        | 174          | 246          |

## Slachtoffers
Ten minste 174 personen werden gedood door de aanvallen, tevens liepen 246 mensen verwondingen op. Onder de doden waren behalve bijna 140 Indiase burgers (onder wie veertien politiemannen) ook zo'n twintig westerlingen, onder wie 1 Nederlander: Willem Berbers.

## Betrokkenheid van Pakistan
India vermoedde vrij snel dat de daders uit het buitenland kwamen. Een hooggeplaatste militaire functionaris specificeerde dit tot Pakistan. Dat land reageerde hierop met de mededeling "dat India niet te snel conclusies moet trekken". Pakistan veroordeelde de aanslagen en noemde het een barbaarse daad.
De aanslagen werden opgeëist door een groep genaamd Lashkar-e-Taiba, gevestigd in Pakistan. Een van de daders, de Amerikaan David Headley, verstrekte tijdens zijn proces in de Verenigde Staten en tijdens langdurige (34 uur) ondervragingen door Indiase functionarissen veel details over de nauwe betrokkenheid van de Inter-Services Intelligence (ISI), de Pakistaanse militaire inlichtingendienst. Volgens Headley heeft ieder belangrijk lid van Lashkar-e-Taiba een contactpersoon bij de ISI en was de dienst van het begin af betrokken bij de voorbereiding van de aanslagen. Hij kon alleen de naam van zijn eigen contactpersoon bij de ISI noemen. Pakistan weigerde echter de man uit te leveren of ook maar te arresteren.